# Hans-Josef Frickenstein

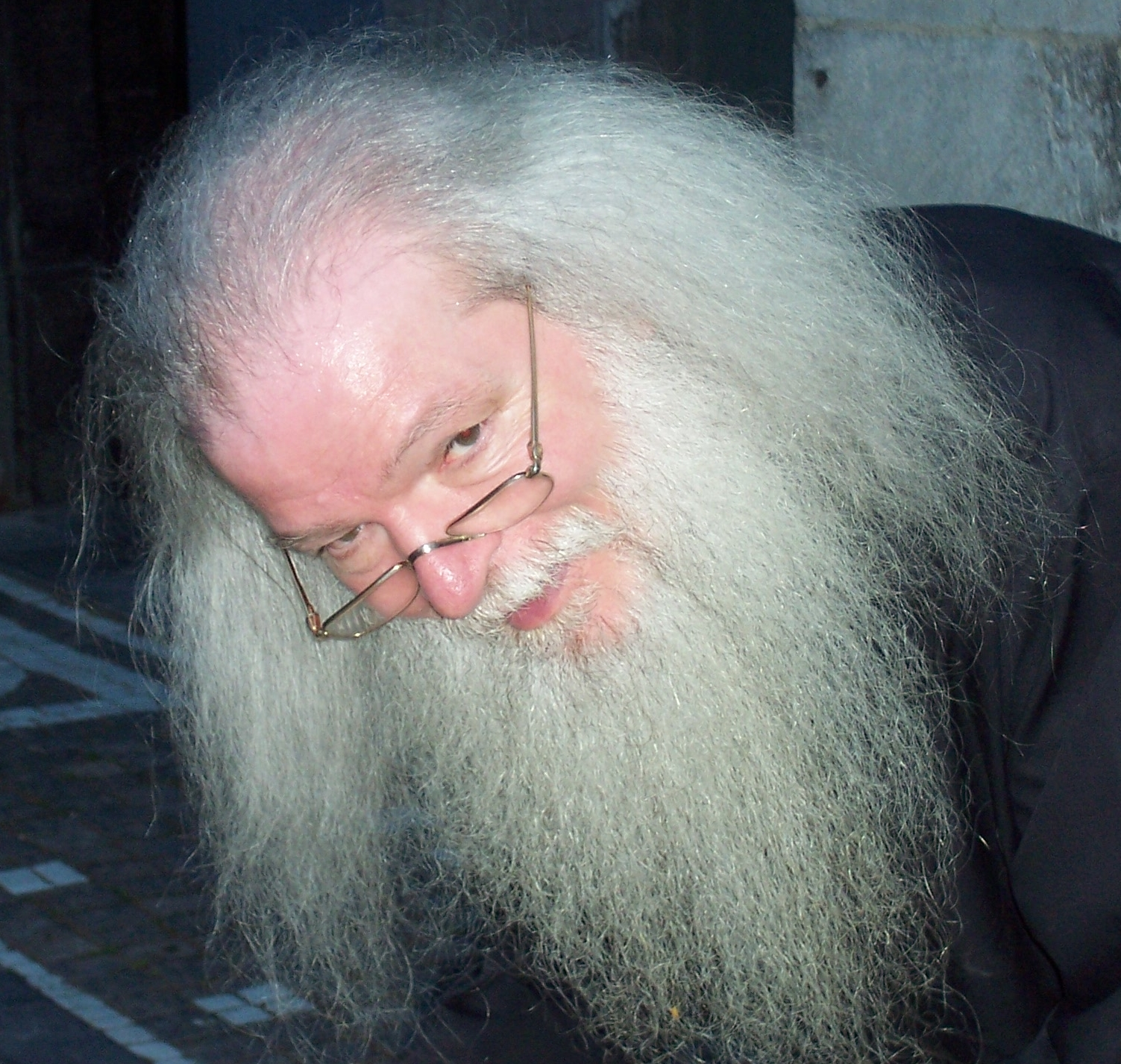
Hans-Josef Frickenstein, 2009

Hans-Josef Frickenstein (* 20. September 1948 in Schleiden; † 16. Juli 2013 in Aachen) war ein deutscher Dichter, Schriftsteller und Zeichner.

## Leben und Werk
Hans-Josef Frickenstein wuchs in einfachen Verhältnissen in Broichweiden bei Aachen auf und war zunächst als Lagerist tätig. Schließlich widmete sich Frickenstein autodidaktisch einer bereits in seiner Jugend entwickelten Leidenschaft für die Schriftstellerei. Er trat 1972 in den Werkkreis Literatur der Arbeitswelt ein. Seine ersten Veröffentlichungen hatte er im Kölner Lesebuch (Autoren der Werkstatt Köln). Als Mitglied des Literaturbüros Euregio Maas-Rhein e. V. war er im Lyriktreff aktiv und trat regelmäßig in Aachen auf, u. a. anlässlich der Veranstaltungsreihe Leselust im Quadrum.
Textbeiträge und lyrische Kommentare des Autors vorwiegend zum politischen Zeitgeschehen finden sich in verschiedenen Zeitschriften und Anthologien. Im Jahr 2008 wurde sein Gedichtband giftgrüne landschaften durch die Edition Exemplum in Oberhausen veröffentlicht.

„Frickensteins Gedichte zeigen eine Bestandsaufnahme der politischen und sozialen Situation nicht nur unseres Landes. Dass innen- und außenpolitische Themen (...) nicht zur puren Agitation geraten und durchaus in der eher ungewöhnlichen lyrischen Form einen angemessenen Raum finden, ist Frickensteins virtuoser Sprache zu verdanken.“

Seit Mitte der 1990er Jahre war Frickenstein zudem künstlerisch tätig und fertigte Aquarelle sowie eine Vielzahl von Zeichnungen mit vorwiegend zeit- und sozialkritischem Ausdruck an, zum Teil in Form von Illustrationen für eigene Lyrik und Schriftsätze. Zu seinen Weggefährten in Aachen zählten der Konzeptkünstler Peter Lacroix und der Autor Robert Sukrow.
Hans-Josef Frickenstein starb im Jahr 2013 nach einer schweren neurologischen Erkrankung. Der Verbleib seines Werkes ist nicht bekannt.

## Veröffentlichungen
- Beiträge in Der Landbote Nr. 3, Zeitschrift für Lyrik und Kritik. Phantasie und Alltag. Verlag Der Landbote. München 1980
- Der Stabsarzt und die Generale. Beitrag in Her mit dem Leben : illustriertes Arbeitsbuch für Abrüstung und Frieden. Annemarie Stern (Hg.). Asso-Verlag. Oberhausen 1987. ISBN 978-3-921541-25-8
- auf lange sicht. Gedichte. Deutscher Lyrik-Verlag. Aachen 2006. ISBN 978-3-895145-88-9
- Beiträge in Lyrik und Prosa unserer Zeit, Neue Folge, Band 4. Karin Fischer Verlag. Aachen 2006. ISBN 978-3-895146-66-4
- giftgrüne landschaften. Gedichte. Edition Exemplum, Athena Verlag. Oberhausen 2007. ISBN 978-3-898963-09-1
- Beiträge in Versnetze drei-Deutschsprachige Lyrik der Gegenwart. Axel Kutsch (Hg.). Verlag Ralf Liebe. Weilerswist 2010
- ein gelübde. Prosa in Liebe und andere Ungereimtheiten. Katrin Janssen, Ute Sattler (Hg.). Athena Verlag. Oberhausen 2013. ISBN 978-3-898965-61-3
- Beiträge in Spuren aus 30 Jahren Literaturbüro EMR. Verlag Books on Demand. Aachen 2014. ISBN 978-3732281-56-5